# Mirtha Pozzi
Pour les articles homonymes, voir Pozzi.
Mirtha Pozzi est une percussionniste et compositrice franco-uruguayenne.
Entre création contemporaine et tradition, percussion, improvisation et composition, son travail intègre généralement des recherches sur le corps et le langage, ainsi que des références aux cultures précolombiennes.

## Biographie
Née à Montevideo, son enfance se déroule entre carnavals, déguisements, candombe, études de piano classique… Plus tard elle s’installe au Chili, à Santiago, puis à Viña del Mar. Fait des études de philosophie à la Universidad du Chile. Elle s'intéresse aux cultures indiennes notamment aux bijoux réalisés avec la technique de la cire perdue.
En France depuis 1974, elle étudie la percussion au Conservatoire expérimental de Pantin avec Gaston Sylvestre, Jean-Pierre Drouet et Pablo Cueco. Elle étudie le jazz avec Manuel Villarroel et Patricio Villarroel au conservatoire de Yerres.
La rencontre avec Luc Ferrari au conservatoire de Pantin, la pratique de la méthode Percustra et des jeux musicaux de Guy Reibel ainsi que les ateliers de réalisation et improvisation à ce même conservatoire lui permettent de s'exprimer à travers l'écriture de la musique. Elle s'oriente parallèlement à la pratique des percussions vers un travail de composition mettant en relation la percussion et la voix. Lauréate du concours de composition VP 13 pour sa pièce pour huit percussionnistes KATI-KITATÉ. Ses compositions pour ensemble vocal sont éditées par À Cœur Joie, ses pièces pour percussions par Alfonce production et son recueil ONOMATOTEK pièces poly rythmiques en onomatopées par Éditions Henry Lemoine. 
Elle joue avec des musiciens de jazz, des musiciens improvisateurs, des électroacousticiens : François Tusques, Françoise Toullec, Philippe Botta, Jean-Luc Ponthieux, Sylvain Kassap, Tania Pividori, Wilfried Wendling, Nicolas Vérin, Jean-Brice Godet, Patricio Villarroel, Xavier Legasa, Michel Musseau, Brian Roessler, Nathan Hanson… ; avec des danseurs : Mic Guillaumes, Alex Witzman-Anaya, Isabelle Rivoal… ; avec le théâtre équestre et musical Zingaro… ; avec des artistes plasticiens dans le cadre des spectacles « The Moving Line » : Lara Hanson, Yann Bagot...
Elle a créé des spectacles : « Brisas del Sur », « Acadacoual » pour ensemble vocal et orchestre, « La serpiente inmortal » et autres mythes précolombiens autour des écrits d'Eduardo Galeano, « Intime Résonance » sur un poème de Bernard Réquichot.
Elle écrit des poèmes sonores, notamment « FRALLIHKAN », typographié par Rocco et publiée en une du journal « Mon Lapin Quotidien » (N°9 / Février 2019) fondé par Patrice Killoffer et Jean Yves Duhhoo.
Depuis 1978, elle vit avec Pablo Cueco, avec qui elle joue et participe à toutes sortes de projets musicaux et interdisciplinaires.

## Discographie
Les albums phonographiques de Mirtha Pozzi sont édités par Buda musique et par NOWLANDS/TAC

### Enregistrements
- TZIMX Mirtha Pozzi en solo -Percussions / Multiples - NOWLANDS/TAC
- Acadacoual - Buda musique / Transes Européennes ;
- La Serpiente inmortal… et autres mythes précolombiens - Buda musique / Transes Européennes ;
- Mirtha Pozzi & Pablo Cueco - Percussions du Monde Buda musique /Musiques du Monde / Universal ;
- Joue des percussions pour Astrapi - Salut les artistes ;
- Improvisations prémédités pour percussions et transformations électroacoustiques - Buda musique / Transes Européennes.
- Equidistant - Wiwex quarter (Pablo Cueco / Nathan Hanson / Mirtha Pozzi / Doan Roessler)  - Buda musique / Transes Européennes ;

### Participation aux enregistrements
- Racines Pierre Bernard[1]
- Le Bal de la contemporaine[2]
- L’eau / L’oreille en Colimaçon[3]
- Histoire d’Onk de Françoise Toullec[4]
- Couleur absence d’Adrien Politi[5]
- Adi anant de H. Chaurasia et P. Cueco[6]
- Jacinta : Argentine / Rondes, comptines et berceuses[7]

### Production et réalisation (avec Pablo Cueco)
- Uruguay : tambores del Candombe[8]
- Uruguay: tambores de Candombe n° 2[8]

### Composition (pour chœur, éditées aux Éditions À Cœur Joie[9])
- En ce temps-là[10]
- Ponc-tuations[11]
- Tioua-ouïaé[12]
- L'outil luipi[13]
- Ornitek[14]
- Triptyque autrement dit[15]

#### Éditeurs
1. ↑  Buda musique / Transes européennes.
2. ↑  Transes européennes Socadisk.
3. ↑  K7 et CD Radio France.
4. ↑  CD Bop City.
5. ↑  AP Records / Concorde.
6. ↑  Navras Records U.K.
7. ↑  ARB music.
8. 1 2  Buda musique / Musiques du Monde / Universal.
9. ↑  « Partitions pour Chorales | Editions À Coeur Joie », sur www.editionsacoeurjoie.fr (consulté le 22 janvier 2019)
10. ↑  « En ce temps-là », sur www.editionsacoeurjoie.fr (consulté le 22 janvier 2019)
11. ↑  « Ponc-tuations », sur www.editionsacoeurjoie.fr (consulté le 22 janvier 2019)
12. ↑  « Tioua-ouïaé- Parlé rythme », sur www.editionsacoeurjoie.fr (consulté le 22 janvier 2019)
13. ↑  « L'outil luipi », sur www.editionsacoeurjoie.fr (consulté le 22 janvier 2019)
14. ↑  « Ornitek », sur www.editionsacoeurjoie.fr (consulté le 22 janvier 2019)
15. ↑  « Triptyque autrement dit », sur www.editionsacoeurjoie.fr (consulté le 22 janvier 2019)

## Presse
« Surprenant mélange de cultures musicales que celui d'Acadacoual ! Un groupe patchwork tissé de voix…, de mots en français et espagnols, de vocabulaire ancien emprunté aux indiens Guaranís, de candombe de Montevideo, d'onomatopées, de percussions, de piano et de cuivres. Le tout sous la houlette de Mirtha Pozzi, une uruguayenne parisienne qui, en faisant preuve d'une bonne dose d'humour, s'est amusée à explorer ses souvenirs d'enfance… »

— Nina Bienvenu, Le Parisien

« Rafraichissant parce qu'extrêmement ludique, léger comme un éclat de rire, multicolore et polyrythmique, aux harmonies vocales transparentes comme de l'eau de source… »

— Francisco Cruz, Le Monde de la musique

« Leur musique est festive, épicée et pleine d'esprits rythmés. Elle baigne dans les racines calientes afro-uruguayennes et afocubaines… »

— Sir Ali, Nova magazine